# Unit 8200

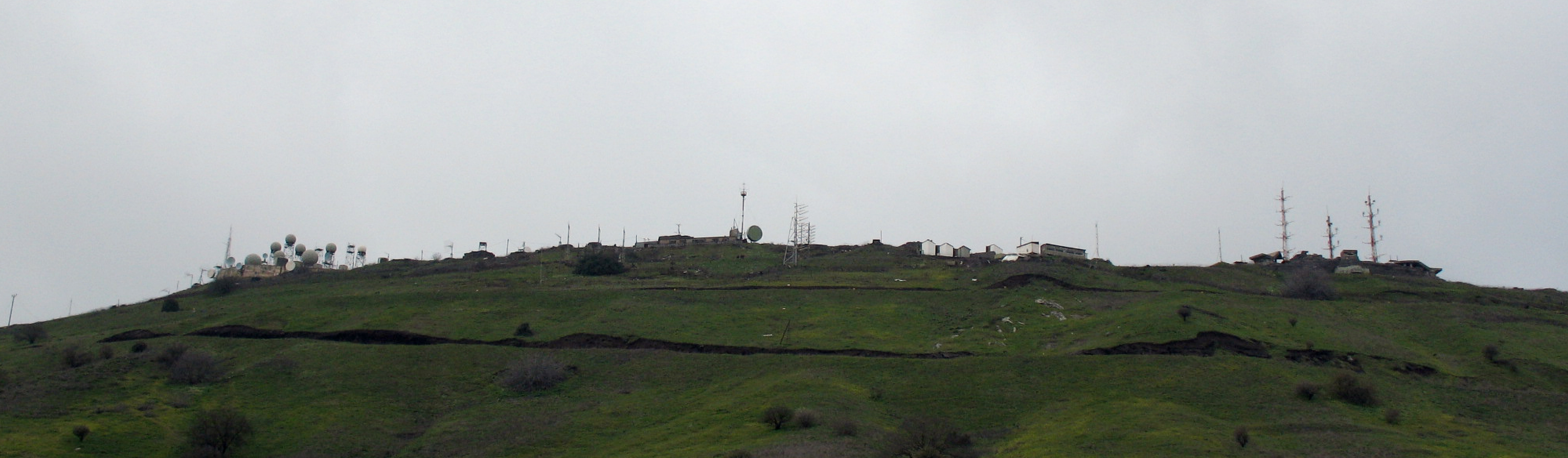
Israel's SIGINT unit, Intelligence Corps

Unit 8200 (Yehida Shmoneh-Matayim) är en enhet för signalunderrättelsetjänst inom Israeli Intelligence Corps inom Israeliska försvarsmakten, med uppgift att bedriva signalspaning och dekryptering. Motsvarigheten i Sverige är FRA. Verksamhetens huvudort finns vid Mount Avital på Golanhöjden. Namnet, verksamheten och dess ort var länge höljt i dunkel.
Verksamheten startades 1952 och huvudsakligen användes då överskottsmateriel från USA.